# 英國十字戲

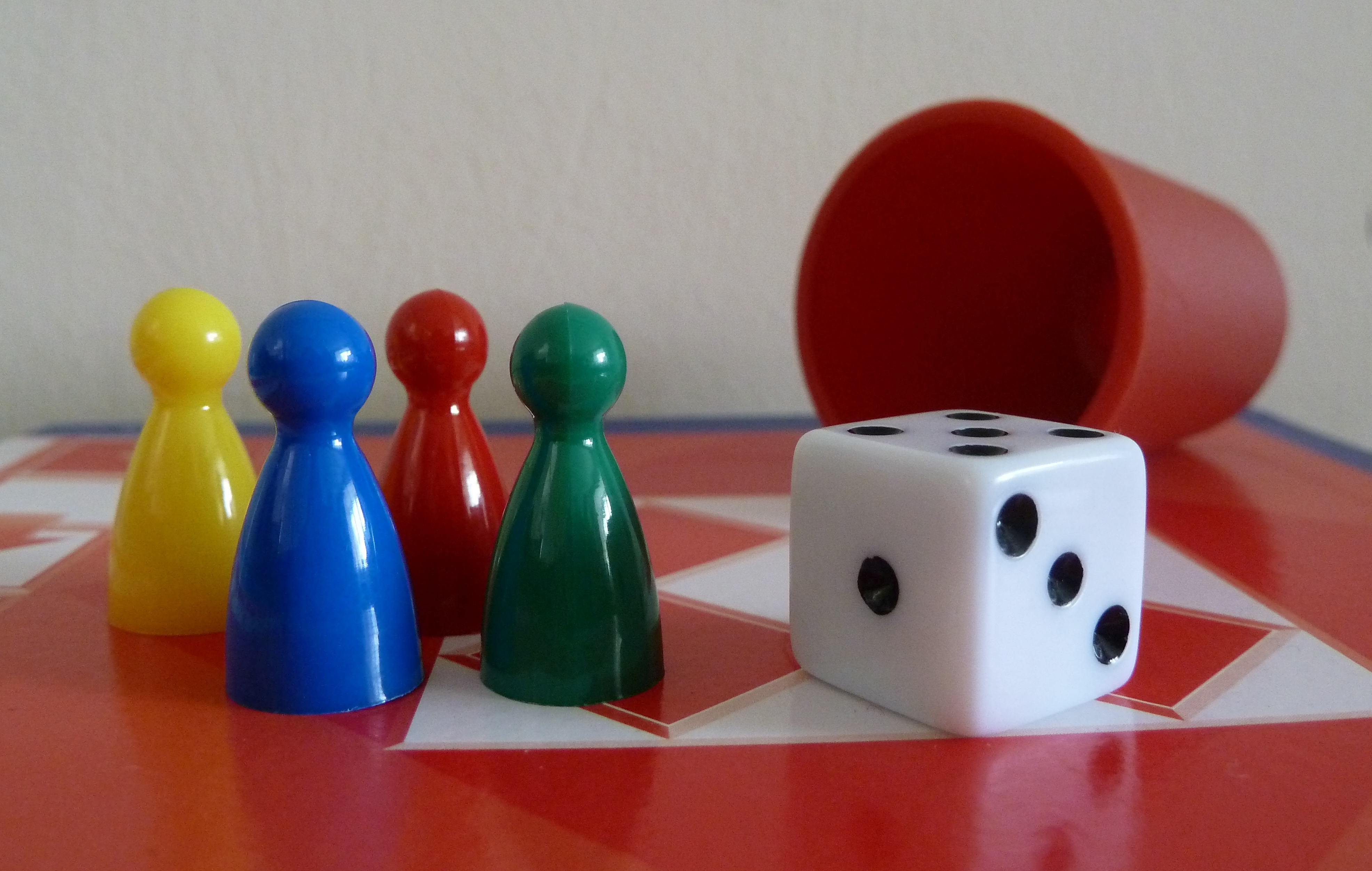
英國十字戲

英國十字戲（英語：Ludo），原文是拉丁文我玩的意思，為英屬印度時期由印度十字戲演變的十字戲類遊戲，已改採用六面骰，是飛行棋的前身。

## 博具

棋盤

- 一個3*3大小區域，四邊各接一個6*3方格。以各端左側從底端往上數第二格為起點，中心為終點。
- 一顆六面骰，分別是1~6，總共6個數字。
- 每人四枚棋子。

## 行棋规则
- 4枚棋子先置於同樣顏色田字格色塊中。
- 每人轮流擲骰子一次。
- 每次需掷出6，方可将一枚棋子放到本方起点，开始向前的行程。
- 每人每次需要根据掷出的点数，按照相应的步数移动已开始行程的任意一枚棋子。
  - 若擲出6，可不移動棋子，转而选择将一枚未出发的棋子放到起点开始行程。
  - 若擲出6，可以再得一回合。
- 棋子以顺時針方向繞最外邊的棋盤格，到近一週後沿中心路前進。途中可穿過任何棋子。若遇到敌方棋子，則可將敌方棋子放回該原有者田字格色塊中，並再得一回合。
- 邻近终点时，需擲出正好的格數才能至終點。把一个棋子移到终点后，可再得一回合。
- 以先讓所有己棋到終點為勝。